# Беллатрікс
Беллатрікс (γ Оріона, γ Ori) — третя за яскравістю зоря в сузір'ї Оріона. Посідає 27 місце серед найяскравіших зір нічного неба, одна з 57 навігаційних зір, які застосовувалися в англійському та американському морських альманахах[джерело?].

## Фізичні характеристики
Беллатрікс — біло-блакитний гігант спектрального класу B2III, займає 26 місце в списку найяскравіших зірок неба, одна з 57 навігаційних зірок давнини. Видима зоряна величина Беллатрікс 1,64m. Це одна з найбільш гарячих зірок, видимих неозброєним оком, температура її поверхні оцінюється в 21500 К, а світність більш ніж в 4000 разів перевищує сонячну. Незважаючи на досить велику температуру поверхні і світність, радіус Беллатрікс більше радіуса Сонця всього лише в 5,7 рази, а маса складає від 8 до 9 мас Сонця.
Деякий час вважалося, що Беллатрікс належить до тієї ж зоряної асоціації (Orion OB1), що і більшість яскравих зірок в сузір'ї Оріона, але після уточнення тригонометричного паралаксу, виміряного в ході місії Hipparcos, і, відповідно, відстані до зірки, виявилося що Беллатрикс знаходиться набагато ближче до Сонця, ніж зоряна асоціація Оріона. Відстань до зірки оцінюється в 243 світлових роки, тоді як до зірок асоціації OB1 Оріона більше 1000 світлових років.
Історично так склалося, що ця зірка використовувалася астрономами як стандарт при визначенні змінної яскравості інших зірок. Однак, пізніше було встановлено, що яскравість самого Беллатрікс не постійна. Це змінна еруптивна зірка класу INA, нерегулярно змінює свій блиск менше ніж на 6 %. Блиск зірки коливається в межах від 1,59m до 1,64m.
З екватора Беллатрікс з величезною швидкістю викидається зоряна речовина (явище еруптивності), швидкість витікання становить близько 1600 км/с, швидше за все це викликано великою швидкістю власного обертання зірки, близько 59 км/с. З огляду на це, Беллатрікс можна віднести до так званих Be-зірок. Для стабільного скидання речовини з екватора швидкого обертання може бути недостатньо, а тому передбачається наявність інших допоміжних процесів, нестабільність яких і призводить до нерегулярних викидів речовини.
Беллатрікс — молода зірка (близько 10 мільйонів років), яка, тим не менш наближається до кінця поточної фази свого життєвого циклу. Через кілька мільйонів років він вичерпає свої внутрішні ресурси горіння і перетвориться в червоний гігант. У Беллатрікс є супутник 12m, що знаходиться на кутовій відстані 179,0" від головної зірки.
За своїми характеристиками Беллатрікс близька до Спіка, Адар і Шауле.

## Ім'я та міфологія
Беллатрикс — з латинської мови можна перекладається як «жінка-войовниця», «амазонка», її також називають «Зіркою амазонок».
Латинське ім'я зірки Bellātrix' — переклад її арабського найменування النجید (Al Nâjed) — «завойовник», «переможець». Вперше ім'я Bellātrix було використано в таблицях Альфонса (Альфонсові таблиці), виданих в 1252 році. У Улугбека також зустрічається інше її арабська назва المرزم النجید (Al Murzim al Nâjed), тобто «гарчати воїн» або, як пише Томас Хайд (Thomas Hyde), «Лев-воїн». Араби вважали, що Беллатрикс, одна з перших в сузір'ї висхідна на небі, знаменує «левовим риком» свою появу на небі, вітає сходження Рігеля і поява на небі Гіганта (назва Оріона в арабській астрономії).
У «Книзі нерухомих зірок» Аль Суфі, для γ Оріона зустрічається ще одна назва — الروزهم (Al Ruzam).

## Дослідження

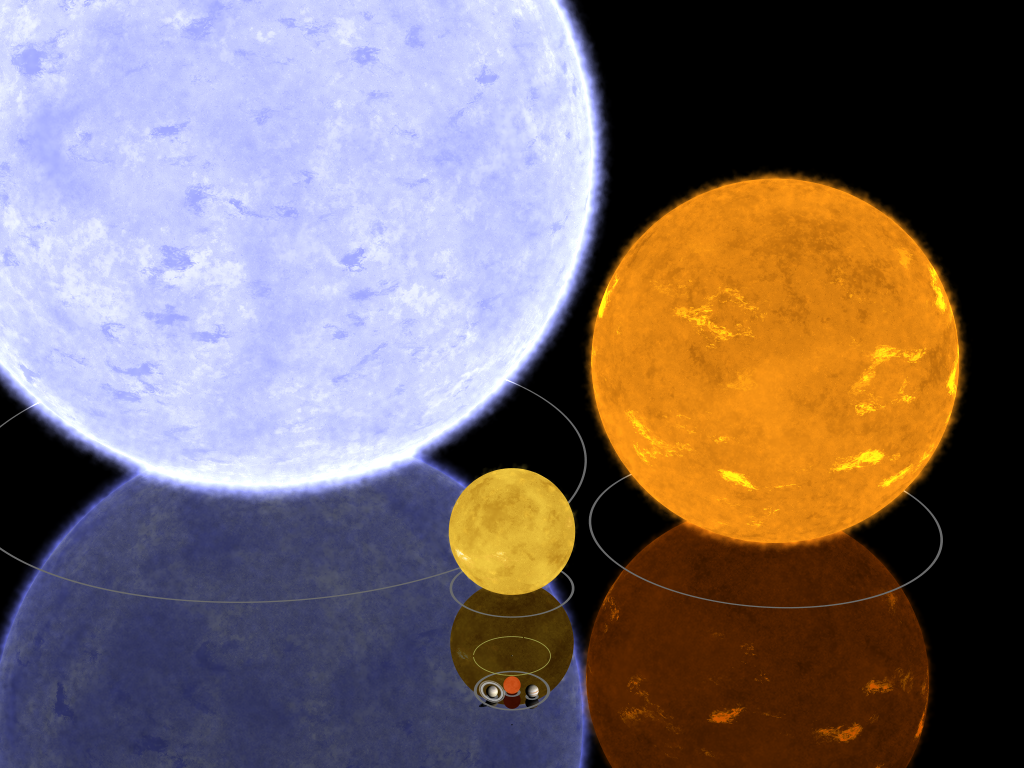
Зліва направо: Беллатрикс, Сонце, Алголь B

- 14 липня 2005 рік а космічний апарат Кассіні спостерігав затемнення Беллатрикс супутником Сатурна Енцелад. Спостереження допомогли визначити склад і щільність атмосфери Енцелада.